# Кокшанка
Кокшанка — река в России на границе Удмуртии и Татарстана, левый приток реки Ерыкса. Начинается в Граховском районе Удмуртии. Длина реки — 18 км. Площадь водосборного бассейна — 55,7 км².
На картах XIX века обозначалась как река Косманка. Название происходит марийского слова какшан — каряга.
Высота истока — 180 м над уровнем моря. Вдоль реки расположены деревни Кокшан, Новогорское, Новый Кокшан, впадает в реку Ерыкса около деревни Татарский Кокшан.
Основной приток — ручей Кокшанка, впадает по левому берегу реки.